# Anders Petter Halld'n
Anders Petter Halld'n, född 29 juli 1812 i Jonsbergs socken, Östergötlands län, död 18 mars 1881 i Munktorps församling, Västmanlands län, var en svensk amatörorgelbyggare, organist och musikdirektör i Munktorp. Halld'n tog organistexamen i Stockholm 1841 och blev samma år organist i Ringarums församling. 1850 blev han organist i Munktorps församling. Av hans orglar är endast den i Sevalla kyrka bevarad.

## Biografi
Halld'n föddes 29 juli 1812 på Kolstorpstorpet i Jonsberg. Han var son till klockaren och organisten Anders Petersson och Anna Carolina Åsberg. År 1829 flyttade Halld'n till Kisa. Han var före 1833 organistlärling hos organisten Magnus Öhrnell i Östra Stenby församling. Halld'n blev 1833 organist och klockare i Ringarums församling och bosatte sig på Stora Gusum i Ringarums socken. 1845 blev han organist i Lunda församling. Halld'n flyttade 1850 till organistgården i Munktorp. Han avled 18 mars 1881 i Munktorps landskommun.

## Verk
| År        | Ursprunglig kyrka  | Stift      | Bild | Manualer | Pedal        | Stämmor | Bevarad orgel/fasad | Övrigt                                                                           |
| --------- | ------------------ | ---------- | ---- | -------- | ------------ | ------- | ------------------- | -------------------------------------------------------------------------------- |
| 1844      | Hannäs kyrka       | Linköpings |      |          |              |         | Nej/Nej             | En ny orgel byggdes 1883 av Carl Elfström, Ljungby.                              |
| 1848      | Halla kyrka        | Strängnäs  |      |          |              | 4       | Nej/Nej             | En ny orgel byggdes 1944 av E A Setterquist & Son, Örebro.                       |
| 1851/1852 | Svedvi kyrka       | Västerås   |      | 1        | Självständig | 7       | Nej/Nej             | En ny orgel byggdes 1887 av E A Setterquist & Son, Örebro.                       |
| 1854      | Sevalla kyrka      | Västerås   |      |          |              |         | Nej/Ja              | 1963 omdisponerades och renoverades orgeln av E A Setterquist & Son, Örebro.     |
| 1855–1856 | Möja kyrka         |            |      | 1        | Bihängd      | 5       | Nej/Ja              | Fasaden ritades av Ludvig Hedin. En ny orgel byggdes 1947 av Bo Wedrup, Uppsala. |
| 1866      | Ärla kyrka         | Strängnäs  |      |          |              |         |                     |                                                                                  |
| 1870      | Råby-Rekarne kyrka | Strängnäs  |      |          |              | 4       | Nej/Ja              |                                                                                  |

### Ombyggnationer
| År   | Ursprunglig kyrka | Stift     | Bild | Manualer | Pedal | Stämmor | Bevarad orgel/fasad | Övrigt |
| ---- | ----------------- | --------- | ---- | -------- | ----- | ------- | ------------------- | --- |
| 1866 | Stenkvista kyrka  | Strängnäs |      |          |       |         | Nej/Ja              | 1866 flyttade Halld'n en orgel från Jäders kyrka till Stenkvista kyrka. Orgeln var byggd 1697 av Georg Woitzig, Stockholm och hade 8 stämmor. 1744 hade den utökats till 10 stämmor av Daniel Stråhle. En ny orgel byggdes 1904 i Stenkvista kyrka av E A Setterquist & Son, Örebro. |

## Medarbetare
Fredrik Reinhold Figren var snickararbetaren hos Halld'n.